# De zaak Alzheimer
De zaak Alzheimer è un film del 2003 diretto da Erik Van Looy.